# Luiz Carlos Maluly
Luiz Carlos Maluly (São Paulo, 11 de janeiro de 1949), arquiteto de formação, é mais conhecido como um dos maiores produtores musicais do Brasil, sendo responsável por produzir artistas como César Camargo Mariano, Banda Metrô e RPM.

## Carreira
Maluly iniciou sua carreira ainda nos anos 60, tendo como inspiração bandas como The Ventures e The Shadows. Nos anos 70 fez parte da banda Lee Jackson que tinha em sua formação Cláudio Condé, Luiz Carlos Maluly, Marco Bissi, Marcos Maynard e Sérgio Lopes. Com a banda Maluly gravou para outros artistas durante os anos 70, além dos discos da própria banda, um deles, Rock Samba, em que eles selecionaram rocks clássicos e fizeram uma fusão com ritmos brasileiros. O disco teve a participação de Bill Halley no estúdio.
Paralelamente às atividades da banda, seus integrantes foram trabalhar em gravadoras. Durante esse período, Maluly iniciou a carreira de produtor, produzindo discos dos artistas: Nelson Ayres (que segundo ele, foi seu primeiro trabalho como produtor), Silvio Brito, Luís Vagner, Lady Zu, Terry Winter, Tetê Espindola entre dezenas de outros artistas.
Nos anos 80 produziu discos que venderam milhões de cópias, se tornando o produtor preferido das bandas de pop rock, como RPM – considerado a banda de rock nacional que mais vendeu discos no Brasil - , Engenheiros do Hawaii, Rádio Táxi, João Penca e Seus Miquinhos Amestrados, Inimigos do Rei, Egotrip, Metrô, Replicantes, Tokyo, NAU, entre outros artistas.
No início dos anos 90, viveu entre São Paulo, México e Los Angeles, produzindo discos para artistas como Maria Conchita Alonso, Lucia Mendez, Enrique Guzmán, Angélica Maria, Grupo Coda, Tatiana, Cecilia Toussaint, entre muitos outros.
Neste período, foi convidado por Marcos Maynard (então presidente da Polygram brasileira) para se mudar para o Rio de Janeiro e assumir o posto de diretor artístico do selo Polydor, onde produziu e dirigiu vários artistas, como Cássia Eller, Paulo Ricardo, Guilherme Arantes, Zizi Possi, Ney Matogrosso, Chitãozinho & Xororó, Sandy & Junior, Simone, Caetano Veloso, entre outros.
A partir de 2000 se destaca como um dos mais importantes produtores da música sertaneja, fazendo com que artistas até então desconhecidos vendessem centenas de milhares de discos, transformando o mercado e a carreira de muitos artistas como Fred & Pedrito, Marlon e Maicon, Tony Francis, etc. Em 2001 produziu os CDs e DVDs da dupla Bruno & Marrone que, a partir da participação de Maluly em sua carreira, tornaram-se um grande fenômeno de vendas. Com a dupla, Maluly ganhou seu primeiro Grammy Latino, passando a ser considerado um dos maiores produtores brasileiros da musica sertaneja, tendo trabalhos com a dupla Chitãozinho e Xororó, Daniel, Leonardo, Roberta Miranda, etc. Com Paula Fernandes, foi um verdadeiro case de sucesso. Anteriormente, Paula já tinha uma carreira musical, tendo lançado seu primeiro álbum em 1993 e participado de programas de rádio e televisão. A música "Ave Maria Natureza", incluída na trilha sonora da novela "América", também contribuiu para sua projeção. Mas foi com o álbum "Paula Fernandes: Ao Vivo" (2011) com a produção de Maluly, que a consolidou como uma das maiores artistas do gênero sertanejo. Vendeu mais de 1 milhão de cópias entre CD e DVD em apenas seis meses no Brasil. Além disso, o álbum também alcançou o topo das paradas musicais em Portugal, onde permaneceu por sete semanas. O sucesso do álbum foi tanto que a cantora foi considerada o maior fenômeno fonográfico do ano no Brasil.

## Produções

### Álbuns e Singles
- 1976: Lee Jackson – Lee Jackson
- 1977: Lee Jackson - Rock Samba Vol. 2
- 1977: Lee Jackson - Tribute To Elvis
- 1978: O Quarteto - Antologia da Bossa Nova 20 Anos Depois
- 1978: Nelson Ayres - MPBC
- 1978: Tetê E O Lírio Selvagem – Tetê E O Lírio Selvagem
- 1978: Lady Zu – Fêmea Brasileira
- 1979: Silvio Brito - Quanto Mais Louco
- 1979: Lee Jackson - A Era Dos Super-Heróis
- 1979: Lee Jackson – A Era De Ouro Do Rock And Roll
- 1979: Luís Vagner - Fusão Das Raças
- 1979: Gê Gerson - Cara Cheia
- 1979: Paulinho Camargo - Trem do Tempo/Solidão
- 1980: Paulinho Camargo - Pai Nosso/A Canoa Virou
- 1980: Harmony Cats - Margarida
- 1980: Tetê – Piraretã
- 1980: Premeditando o Breque - Empada Molotov
- 1981: Geminis - Mexican Divorce
- 1981: Radio Táxi – Garota Dourada
- 1981: The Midnight Ramblers – Country Music
- 1982: Rádio Taxi – Rádio Taxi
- 1982: Radio Taxi – Dentro Do Coração (Põe Devagar)
- 1983: Radio Taxi – Com O Radio Ligado
- 1983: Los Maneros - Cuarenta Grados
- 1983: Bom Bom – Vamos A La Playa
- 1983: Pepino Irritadiço – Moscarada / O Risonho
- 1983: Radio Taxi – Sanduíche De Coração
- 1983: B-12 – Tremelix / Café Frio
- 1983: Regina Carvalho - Banho De Lua
- 1983: Chantily - Fim De Semana Sem Grana
- 1983: Nico Rezende – Um Minuto / Pra Te Envolver
- 1983: Terezinha de Jesus - Frágil Força
- 1983: Harmony Cats - Harmony Cats
- 1984: Degradée – Mais Que Um Sonhador
- 1984: Twins - O Dublê
- 1984: Valete 17 - Geração Boêmia
- 1984:  Metrô – Beat Acelerado
- 1984: RPM – Loiras Geladas / Revoluções Por Minuto
- 1984: Bom Bom – Bom Bom
- 1984: Bom Bom – Fada / Sou Como Ar / Parque Dos Sonhos / Microbinho
- 1984: Bom Bom - Vamos A La Playa
- 1984: Simone - Por Um Dia de Graça
- 1984: Telex – Só Delirio
- 1984: Ronnie Von - Vida E Volta
- 1984: Radio Taxi - 6:56
- 1984: João Paulo - Recomeçar
- 1984: Caio Flavio - Caio Flavio
- 1985: Zenith - Zenith
- 1985: Zero - Heróis
- 1985: RPM - Loiras Geladas/Olhar 43/ Radio Pirata/ A Cruz e a Espada
- 1985: Tokio - Humanos/ Garota de Berlim
- 1985: Metrô – Cenas Obscenas/ Tudo Pode Mudar/Rock Estrela/ Olhar/ Ti Ti Ti/Olhar
- 1985: Harmony Cats - Harmony Cats
- 1985: Guilherme Arantes – Cheia De Charme
- 1986: César Camargo Mariano & Prisma – Ponte Das Estrelas
- 1986: Os Replicantes – O Futuro É Vórtex
- 1986: Garotos Da Rua - Tô De Saco Cheio (Lá Em Casa Continuam Os Mesmos Problemas)
- 1986: Rádio Taxi – Você Se Esconde/ Matriz
- 1986: Nau – Corpo Vadio/ Nau
- 1986: Leo Jaime – Nada Mudou/Vida Difícil
- 1986: Inox – Inox
- 1986: Telex - Rock Do Capeta
- 1986: Tob – Essa Noite
- 1986: Lula Barbosa – Toque Mágico
- 1987: Tokyo – O Outro Lado/ Metralhar E Não Morrer
- 1987: Metrô – A Mão De Mao/ Gato Preto/ Lagrimas Imóveis
- 1987: Dr. Silvana & Cia. – Incerteza/ Tide
- 1987: Kiko Zambianchi – Kiko Zambianchi
- 1987: Egotrip – Egotrip
- 1987: Marco Camargo – Marco Camargo
- 1987: Tânia Alves - Tânia Alves
- 1988: RPM – Partners/ RPM
- 1988: Engenheiros Do Hawaii – Ouça O Que Eu Digo, Não Ouça Ninguém
- 1988: Egotrip – Kamikase
- 1988: RPM – Quatro Coiotes
- 1988: Dulce Quantal - Dulce Quental
- 1989: Zenith – Zenith
- 1989: The Midnight Ramblers – Country Music
- 1989: Fast Rock - Festival de Novas Bandas de Rock
- 1989: Marco Camargo - Marco Camargo
- 1990: Inimigos Do Rei – Amantes Da Rainha
- 1990: João Penca E Seus Miquinhos Amestrados - Cozinho de Noite
- 1990: Soho - Um Segundo A Mais
- 1991: Marcelo Augusto - Marcelo Augusto
- 1991: Edson Lage - Só Quero Cantar
- 1991: Lucia Mendes - Lucia Mendes
- 1992: María Conchita Alonso – Imagíname/ Promessas
- 1992: Tatiana – Cuando Estoy Junto A Ti/ Leyes Del Corazon
- 1992: Enrique Guzman - En Vivo Vol. 1
- 1992: Enrique Guzman - En Vivo Vol. 2
- 1992: Cecilia Toussaint - Niche De Dia - En Vivo
- 1993: Los 5 Grandes Del Rock - Coletânea
- 1993: César Costa - César Costa
- 1993: Coda - Enciendelo
- 1994: Nenhum De Nós - Acústico Ao Vivo/ Dia A Ela
- 1995: Gera Samba - É O Tchan
- 1995: Caetano Veloso - Fina Estampa
- 1995: Banda Eva - Hora H
- 1996: Cidadão Quem - A Lente Azu
- 1997: Cassia Eller - Veneno Antimonotonia
- 1999: Os Replicantes - Hot 20
- 2000: Rock'n Roll Celebration - Reunião de Bandas - Coletânea
- 2000: Renascer Praise - Vol. 7
- 2001: Tokyo - Humanos/ O Outro Lado
- 2001: Bruno & Marrone - Acústico Ao Vivo/ Dormi Na Praça/Meu Jeito De Sentir
- 2002: O Quarteto - Antologia Da Bossa Nova
- 2002: Bruno & Marrone - Sonhos, Planos, Fantasias
- 2003: Beirollos - Beirollos
- 2002: Bruno & Marrone - Ao Vivo
- 2004: Toni Francis - Vou Levando a Vida
- 2004: Bruno & Marrone - Ao Vivo no Olimpia
- 2005: Edson & Hudson - Galera Coração
- 2005: Bruno & Marrone - Meu Presente É Voce
- 2005: Roberta Miranda - Ao Vivo - Acústico
- 2006: Daniel - Amor Absoluto
- 2006: Bruno & Marrone - Ao Vivo Em Goiânia
- 2006: Edson & Hudson - Duas Vidas, Dois Amores
- 2006: Roberta Miranda - Senhora Raiz
- 2006: Raça Negra - Ao Vivo
- 2007: Edson & Hudson - Na Arena - Ao Vivo
- 2007: Bruno & Marrone - Acústico II - Ao Vivo
- 2008: Hudson Cadorini E Banda Rollemax - O Massacre da Guitarra Elétrica
- 2008: Leonardo - Nada Mudou
- 2009: Leonardo - Esse Alguém Sou Eu
- 2009: Edson & Hudson - Despedida
- 2010: Paula Fernandes - Ao Vivo
- 2012: Jonnie B - Jonnie B
- 2012: Gabriela Lima - Gabriela Lima
- 2012: Duranbah - Duranbah
- 2012: Lu & Tchelo - Vem Que Eu Te Explico
- 2012: Dudu Maia - Dudu Maia
- 2013: Roberta Miranda - 25 Anos
- 2013: Lu & Tchelo - Ao Vivo
- 2013: Kaio & Kelvin - Kaio & Kelvin
- 2014: Deluka Vieira - Deluka Vieira
- 2014: Reinaldo Kherlakian - Reinaldo Kherlakian
- 2015: Gregory & Gabriel - Gregory & Gabriel
- 2015: Demodês - Demodês
- 2011 - Paula Fernandes[6]- Ao Vivo
- 2011 - Harmony Cats - Harmony Cats
- 2016 - Cecilia Toussaint – Noche De Día En Vivo
- 2025 - Sabrina Seleguin - Amor Que Fica

### Outros Artistas
- Raça Negra
- Gian & Giovani
- Marcelo Augusto
- Zizi Possi
- Léo Von
- Kaio & Kelvin
- Reinaldo Kherlakian
- Toni Francis
- Zenith
- Dudu Maia
- Telex
- Lu & Tchelo
- Deluka Vieira